# Посольство Адама Лаксмана в Японию
Посольство Адама Лаксмана в Японию — миссия по установлению российско-японских отношений, предпринятая в конце XVIII века.

## Вопрос установления российско-японских отношений
К концу XVIII века возникла необходимость в установлении российско-японских отношений. С одной стороны в связи со становлением Российской империи как тихоокеанской державы (ко времени посольства границы двух стран вплотную подошли друг ко другу в южной части Курильских островов: Кунашир находился в сфере влияния японцев, Уруп — русских; Итуруп представлял собой промежуточную зону). С другой стороны, развитие товарно-денежных отношений и увеличение потребностей населения обоих государств создало предпосылки для выгодного для сторон торгового обмена. Кроме того, российское руководство беспокоила экспансия Англии, США и Франции в тихоокеанском регионе.
Установлению межгосударственных отношений, однако, препятствовала политика самоизоляции Японии. Кроме того, правительством этой страны запрещалось установление отношений со странами, где исповедуется христианство; исключением стала Голландия, но и с ней торговля была ограничена. Ряд представителей самурайской интеллигенции, ратовал за установление торговых отношений с Российской империей, а также ликвидацию монополии Голландии на ввоз европейских товаров и действовавшей в приморских княжествах, таких как Мацумаэ и Сацума, контрабандной торговли. При этом возникали опасения, что внешняя торговля способна обогатить только купцов-посредников, а за рубеж могут быть вывезены необходимые для страны материалы, в том числе драгоценные металлы.
В 1780-х годах купеческие компании из Сибири стремились начать с Японией торговлю, в этом их поддерживала как местная администрация, так и российское правительство. В 1785 году Екатериной II был подписан указ о направлении научной экспедиции в Тихий океан, где в том числе предполагалось обследование омывавших Японию вод, командовал которой Иосиф Биллингс. 22 декабря 1786 года Коллегия иностранных дел своим указом предписывала направить российские корабли в Восточное море (к северу от Страны восходящего солнца) «по случаю покушения со стороны английских торговых промышленников на производство торга и звериных промыслов». Активную позицию по отношению к вопросу торговли проявляли иркутские купцы Григорий Шелихов и Иван Голиков, предлагавшие построить на Кунашире или Хоккайдо крепость и использовать выбранный остров для установления торговых отношений с Японией и Китаем.
В 1787 году Адмиралтейств-коллегией руководителю кругосветной экспедиции Григорию Муловскому была поставлена в том числе задача «причислить формально ко владению Российского государства» Курильские острова вплоть до острова Матмай (ныне Хоккайдо) и «примечать должно, нет ли хорошей гавани и удобного места для заложения крепости и селения». Острова, по мнению главы Коммерц-коллегии Александра Воронцова и гофмейстера Александра Безбородко, могли бы быть использованы как база для последующей торговли с Японией; в записке, адресованной Муловскому, граф Воронцов и статс-секретарь императрицы Соймонов рекомендовали тому направиться к острову Матмай (Хоккайдо), где законы об изоляции соблюдались не так строго и где жители всё-таки вели торговлю с посещавшими Южные Курильские острова россиянами. Экспедиция, однако, из-за начавшейся в августе 1787 года Русско-турецкой войны не состоялась.

## Предыстория миссии

### Крушение судна «Синсё-мару»
Вышедшее в декабре 1782 года в плавание из японской провинции Исэ судно «Синсё-мару», гружённое рисом и другими товарами, у побережья провинции Суруга во время шторма лишилось руля и мачты. Плавучее средство вынесло в открытое море, и на берег моряки вернулись только спустя несколько месяцев, когда в августе 1783 года «Синсё-мару» потерпело крушение у острова Амчитка в составе Алеутского архипелага. За время пребывания в открытом море из семнадцати членов экипажа погиб один; ещё семеро скончались за четыре года своего проживания на Амчитке, а трое — в 1787—1788 годах на Камчатке. Туда японцы добрались на построенном вместе с экипажем «Апостола Павла», также потерпевшем кораблекрушение, судне. Распоряжением коменданта Камчатки японцы в 1788 году были переправлены в Охотск, оттуда они были направлены сначала в Якутск, а затем в Иркутск.

### Знакомство японцев с Эриком Лаксманом
С оставшимися в живых — капитаном корабля Дайкокуя Кодаю и членами экипажа Исокити, Коити, Кюэмон, Сёдзо и Синдзо — путешественник и натуралист Эрик Лаксман познакомился 7 (18) февраля 1789 года по их прибытии в Иркутск. Летом того же года Лаксман вместе с помощником коменданта Камчатки Тимофеем Ходкевичем направил прошение об их возвращении домой, в чём, однако, было отказано, а самим японцам предложено стать чиновниками. В ответе на повторное прошение, поданном уже Кодаю, морякам предлагалось остаться в любом другом — не чиновничьем — статусе. Они предложение отклонили и снова высказались за отправку в Японию.
Ещё одно, третье, обращение к властям оставалось без ответа, самих японцев лишили ранее выделенного довольствия. Эрик Лаксман, которому требовалось направиться в Петербург по служебным делам, взял с собой Кодаю; 15 января 1791 года они выехали в столицу, а 19 февраля прибыли туда. В ночь перед отправлением умер Кюэмон, Сёдзо (ему ампутировали ногу) и Синдзо были больны, так что Коити и Исокити оставались ухаживать за ними в Иркутске. Кацурагава Хосю в «Хокуса бунряку» писал, что в России «в случае если умрёт человек, не получивший крещения, его не хоронят у храма, а обращаются с ним, как с издохшим животным или скотом. Поэтому, когда Синдзо серьёзно заболел и уже решил, что обязательно умрёт, [он] принял тамошнюю веру, [но после этого] против ожидания выздоровел, а при возвращении на родину Кодаю и других очень раскаивался [в содеянном]».

### Инициативы Эрика Лаксмана
Эрик Лаксман первым предложил использовать ситуацию с потерпевшими кораблекрушение моряками для отправки миссии в Японию. В письме графу Воронцову от 26 февраля 1791 года учёный просил:

«…осмеливаюсь Вашему сиятельству всепокорнейше представить, не можно ли настоящего случая употребить в пользу нашего отечества и завести с японцами знакомства с выгодою нашей торговле. Первым и надежнейшим к сему приступом почитаю я, есть ли благородно будет сих японцев доставлять в их отечество на нашем транспортном или купеческом судне, в Матумай, где их земляки для лесного торга беспрестанно находятся».

В «Представлении о японском торге» — приложении к письму Воронцову — Лаксман указывал, что «японцев ревнивость к другим народам» в XVIII столетии «весьма уменьшилась. Голландцы хорошим своим поведением, почти чрез 200 лет продолжающимся, всякого поношения достойную народную болезнь, усилившуюся властолюбием португальцев, нарочито ослабили». Из повседневного общения с Кодаю Лаксман узнал, что «тамошнее обращение ныне в сравнении со временами Кемпфера, или за 140 лет отселе, сделалось гораздо свободнее».
Натуралист писал, что «к знакомству и купечествованию с Япониею никто столько не имеет удобностей, как наши купцы, на Тихом море торгующие. Да и самое наше соседство даёт нам ближайшее к тому право. Никто не имеет легчайшего сообщения, никто не может иметь большей от того пользы, как наши купцы… И посему весьма желать надобно, чтобы наши купцы уже издавна о таковом знакомстве промышляющие, чрез возвращение часто упоминаемых чужеземцев могли получить случай к первому в сем деле приступу».
«Сие начинание» Эрик Лаксман предлагал подкрепить «высочайшим сообщением к японскому правительству и некоторыми подарками, состоящими в сукнах, камлоте, сафьяне и прочьи, каковые товары голландцы, приезжающие в Нанчисаки, меняют на прутовое золото». Российские купцы, по его словам, «могут ежегодно выменивать японский чай, сарачинское пшено, шёлковые и бумажные ткани, золото и прочее у южных курилов на сукна, кожи, на бобровые и рысьи шкуры и прочее».
Также Эрик Лаксман в отмечал важность недопущения того, чтобы японцы были доставлены на родину кем-то другими — англичанами или голландцами — что лишит Россию повода для установления отношений:
Эрик Лаксман надеялся, что миссия осуществит первое научное описание острова Матмай (Хоккайдо): ранее посещавшие Японию европейские учёные Кемпфер и Тунберг там не бывали. Лаксман, помимо научного интереса, ратовал за конкуренцию между различными российскими компаниями в области торговли с Японией. В этом он, однако, расходился мнением с купцом Григорием Шелиховым, преследовавшим интересы только своей компании. Впоследствии в письме Александру Безбородко от 30 ноября 1793 года Адам Лаксман писал:

«Хотя… предписано было, чтобы с сими путешествующими отправить иркутских купцов или их комиссионеров для некоторых торговых опытностей, однако рылъской именитой гражданин Шелихов, имеющий сильное влияние в здешнем начальстве, сей пункт в свою выгоду привлёк, и сколько я примечаю, то и ныне монополистическим оком взирает на будущую первоначальную японскую торговлю. А мне кажется, что им первые шаги предприняты должны быть с великодумною предосторожностью, то есть сходственно с волею Ея Величества».

### Приезд в Санкт-Петербург
Через два дня после приезда в столицу на имя Екатерины II гофмейстеру Александру Безбородко было подавно четвёртое прошение. Кодаю, боявшийся что и в этот раз на прощение не будет должной реакции, также направил запрос о доставке на корабле и в адрес посланника Голландии в Российской империи Т. Лилаара. Тот отвечал: «Это дело нетрудное. Но поскольку Вы подали прошение в этой стране, сделать что-либо трудно. Вот если бы Вы отказались от своего прошения, то Вас можно было бы отправить с оказией». В Петербурге Лаксман проболел почти три месяца, и Кодаю всё это время ухаживал за ним.
28 июня 1791 года Кодаю и Лаксман прибыли во дворец в Царском Селе к Екатерине II на аудиенцию. Императрица выразила японцу своё сожаление в связи с гибелью членов экипажа и в тот же день поручила переправить того на родину. За время пребывания в Петербурге Кодаю встречался как с высшими чинами России — неоднократно с самой императрицей, её сыном Павлом и внуком Александром, так и с зарубежными послами.
Много времени японец уделил сообщению Эрику Лаксману своих знаний о родной стране; Кодаю исправлял названия на географической карте Японии, составленной Энгельбертом Кемпфером, подписывая их по-японски и по-латыни, начертил несколько новых карт. В 1791 году он принимал участие в создании японского словника, а в 1792 году — «Сравнительного словаря всех языков и наречий, по азбучному способу расположенном». Узнали о принятом Екатериной II решении Кодаю и Лаксман только 29 сентября 1791 года.

### Указ об организации миссии
13 сентября 1791 года своим указом «О установлении торговых сношений с Япониею», основанном на ранее высказанных идеях Эрика Лаксмана, Екатерина II поручала Ивану Пилю направить экспедицию в эту страну. По её мнению, «случай возвращения сих японцев в их отечество укрывает надежду завести с оным торговые связи, тем паче, что никакому европейскому народу нет столько удобностей к тому, как российскому, в рассуждении ближайшего по морю расстояния и самого соседства». По словам историка В. А. Дивина, так как «экспедиция должна была действовать только от имени иркутского генерал-губернатора», то «в случае провала попытки установить торговые отношения с Японией престиж России не пострадал бы».
Указом «О установлении торговых сношений с Япониею» предписывалось:
- Либо нанять на казённые средства, либо использовать одно из судов экспедиции Иосифа Биллингса (если таковая своевременно будет завершена) «со всем нужным екипажем, наблюдая только, чтоб начальник онаго был из природных российских, а по неимению из таковых способнаго, хотя и из иностранных, но не из англичан и голландцов»;
- За счёт казны содержать потерпевших кораблекрушение в пути и до их отправки на родину. Двоих японцев, принявших христианство и остающихся в Российской империи, определить учителями японского языка «с соразмерным жалованием» в иркутском училище, «и на первый случай отдать им… пять или шесть мальчиков…, дабы они со временем могли служить и переводчиками, когда произойдёт… желаемая связь с Японским государством…»[к. 4];
- «Для препровождения… японцев в их отечество употребить одного из сыновей… профессора Лаксмана…, имеющих познания астрономии и навигации, поруча ему… делать на водах, островах и на твёрдой земле астрономическия, физическия и географическия наблюдения и замечания, равно и о торговых тамошних обстоятельствах»;
- Составить «ясное и подробное наставление, заимствуя к тому советы и нужныя объяснения от помянутаго профессора Лаксмана…»;
- Передать японскому правительству письмо с описанием как моряки «в российския области привезены были и каким пользовались здесь призрением» и желания российской стороны «иметь сношения и торговыя связи с Японским государством, уверяя, что у нас всем подданным японским, приходящим к портам и пределам нашим, всевозможныя пособия и ласки оказываемы будут»;
- Использовать до 2000 казённых рублей для покупки подарков для японской стороны;
- «… стараться склонить кого-либо из… иркутских купцов отправиться самим или из их прикащиков для опыта… с некоторым количеством отборных товаров, для жителей той страны потребных, по продаже коих могли они купить японских товаров, дабы из сего опыта удобно было получить просвещение ради будущих… торговых предприятий в Японию»;
- Дабы «…движением не возбудить большаго в китайском правительстве внимания и в переговорах наших об открытии взаимнаго торгу не подать поводу к новым затруднениям», отказаться от предложенного путешествия в Японию через реку Амур (ранее, с учётом сложности путешествия из Иркутска в Японию через Якутск и Охотск, по Амуру предлагал плыть Эрик Лаксман[31]);
- Представить расчёт требуемой для осуществления миссии суммы, дабы «об отпуске тех денег кому следует дать повеления»[28][29].

## Путешествие

### Подготовка
26 ноября 1791 года Эрик Лаксман вместе с Кодаю и ранее прибывшим Синдзо выехал из Петербурга, две недели они провели в Москве, посетив в том числе Кремль; в Иркутск группа прибыла в январе 1792 года. Оттуда Иваном Пилем им было предписано направиться в Охотск. Руководителем посольства в Японию был назначен 26-летний поручик Адам Лаксман, уже имевший к тому времени опыт плавания в Охотском море и ранее помогавший своему отцу Эрику в исследованиях на востоке Сибири. Ему были поручены осуществление научных наблюдений и сбор данных о торговле Японии. Для миссии были приобретены в числе прочего и книги: «Навигационные исследования», «Описания Японии» Кемпфера, «Путешествие в Японию» Тунберга и другие.
Капитаном судна был назначен штурман Василий Ловцов (начальник порта Охотска), вторым штурманом — Василий Олесов, помощником штурмана — Филипп Мухоплёв, боцманматом — Тихон Сапожников, квартирмейстером — Семён Кошелев, в команду также входили сержанты геодезии Егор Туголуков и Иван Трапезников, купцы Влас Бабиков и Дмитрий Шабалин, комиссионер купца Рохлецова Иван Полномошный, сын коменданта Охотска Ивана Коха Василий; всего 40 человек. В связи с ранее запланированной научной миссией в Якутию не смог принять участие в плавании Эрик Лаксман.
От Пиля Адам Лаксман и Ловцов получили состоящее из одиннадцати пунктов наставления с описанием того, что в миссии предстояло сделать. Наставлением А. Лаксману и Ловцову Иваном Пилем предписывалось обходиться с жителями Матмая — одного из Курильских островов — «приязненно», чтобы те описали «весь остров с объяснением всяких выгод и способностей к хлебопашеству земли, со вниманием по сортам лесов, с промером рек и гаваней, также примерно и число жителей острова с их селениями; заметить в чём состоит продукт, какими товарами торгуют с японцами… да и не терпят ли от японцев неприязненных притеснений».
Предполагалось, что при стоянке у острова экипаж заручится поддержкой местного населения, с помощью которого планировалось передать прошение о допуске в город Эдо, чтобы там передать японскому правительству письмо Пиля, объясняющее цель посольства — установление торговых отношений. Перед экипажем также была поставлена и другая задача — получение новых знаний о Японии по примеру таких путешественников, как Э. Кемпфер, И. Тицинг, К. Тунберг и И. Штюцер. Помимо этого, Эрик Лаксман передал сыну письма трём учёным-голландоведам и врачам Кацурагаве Хосю, Накагаве Дзюнъану и Курисаки Дове, известных ему по дневнику путешествий Карла Тунберга.
По предварительным подсчётам, миссия должна была обойтись в 32 318 рублей (на эти деньги планировалось купить судно, четыре пушки, порох, провиант и другую продукцию, обеспечить жалованием участников экспедиции и оставшихся в России японцев; 7 тысяч из этой суммы были предусмотрены на экстренный случай). Купленное за 5 тысяч рублей у Шелихова судно «Доброе предприятие», по описанию А. С. Полонского, «за малостию и неудобным расположением каюты», было «признано профессором К. Лаксманом, начальником экспедиции А. Лаксманом и штурманом Ловцовым за неспособное к назначенному вояжу и возвращено»; «как способнейшее по размерам и расположению» было выбрано другое судно — построенная в том же году бригантина «Святая Екатерина». На судно были погружены пушнина, ткани, зеркала и другие материалы и изделия, приобретённые за счёт казны, купца Рохлецова и Северо-Восточной компании Шелихова-Голикова.

### Отбытие в Японию
13 сентября 1792 года «Святая Екатерина» вышла из порта Охотска. По словам Эрика Лаксмана, Кодаю и «прочие некрещёные японцы» расстались с ним, «выражая свою благодарность: они плакали как дети». Согласно журналу Адама Лаксмана, 6 октября корабль прошёл пролив между Итурупом и Кунаширом, впоследствии, в 1811 году, названный Василием Головниным проливом Екатерины. Ещё через три дня судно бросило якорь в заливе Нэмуро. По описанию А. С. Полонского, «к вечеру того же 9 октября прибыл… японский надзиратель… Съехав на берег в дом, Лаксман был принят весьма ласково», его «угощали чаем и приготовили ужин, от которого он отказался. Потом имели разговор о причине следования, вразсуждении прозимовки, о построении на берегу светлицы и казармы, также не будет ли какого безпокойства от мохнатых». 12 октября Адам Лаксман направил через японских чиновников, также составивших своё донесение о прибывших, письмо с указанием целей визита главе княжества Мацумаэ Митихиро.

### В заливе Нэмуро
17 ноября Лаксман, трое японцев и некоторые другие члены экипажа перебрались жить в специально построенные помещения; на бригантине был оставлен ежемесячносменяемый караул. Чиновники, не препятствуя экскурсиям в окрестностях Нэмуро, запретили тем не менее гостям торговать с местным населением, но при этом не обращали серьёзного внимания на обмен между ними подарками.
12 декабря прибыли из города Мацумаэ, а на следующий день встретились с Адамом Лаксманом чиновник Судзуки Кумадзо и врач Като Кэнго Киотоси: они передали сообщение об отправке в Эдо донесения губернатора Мацумаэ и письма самого Лаксмана. 14 декабря уже в адрес Судзуки был послан «от особы ея величества подарок: несколько аршин сукна, верверету и два сафьяна»; чиновник, однако, не стал их принимать, ожидая официального ответа правительства, но при этом одолжил для изготовления копий глобус и книгу по географии. 22 декабря из Мацумаэ приехал ещё один чиновник с тем же, что и у Кумадзо, сообщением.
29 декабря прибыли чиновники Танабэ Ясудзо и Такусака Рэндзиро, а также врач Гэннан; на следующий день они расспрашивали о России. Их любопытность отмечал Адам Лаксман: «… японцы были весьма прилежны и трудолюбивы, не оставили наше судно, чтобы не сделать ему модели, и для оснастки просили человека, почему и был посылаем квартирмейстер, сняли чертёж с окталу, даже с находившегося при мне токарного станка и с инструментов деревянные лекала».
Впоследствии чиновники признавались, что боялись поездки в Нэмуро из-за того, что от голландцев неоднократно приходилось слышать о «жестоком и варварском» обращении в Российской империи с попавшими туда иностранцами, но теперь же сформировали о русских положительное мнение, о чём запланировали сообщить правительству страны, по тем же причинам опасавшемуся заключить с Россией союз. По мнению Танабэ Ясудзо, такой союз не придётся по душе голландцам, поскольку у россиян «всё то же, что и они привозят», но Российское государство при этом ближе.
По словам историка Куно Ёси, «поскольку впервые иностранная держава снова пожелала открыть Японию для торговли, сёгунское правительство восприняло это как серьёзное государственное событие». До получения официального ответа из столицы, властям Эдзо было поручено задержать корабль в Нэмуро и обеспечить членов экипажа продовольствием.
В 1791 году японскими властями дана следующая инструкция: «Если иностранное судно потерпит крушение, то необходимо вести наблюдение за ним. Если команда судна окажет сопротивление, уничтожить судно и людей. В противном случае обойтись с ними мирно, задержать их и ждать указаний правительства бакуфу». Родзю Мацудайра Саданобу отверг идею применить к прибывшим инструкцию; Япония, по его словам, была не готова к столкновению с Российской империей, показавшей свои мирные намерения возвращением на родину японцев и просьбой установить торговые отношения, посему «Святой Екатерине» позволялось направиться в Нагасаки, где за россиянами был бы установлен тот же контроль, что и за голландцами.
Пока корабль стоял в Нэмуро, русский экипаж занимался составлением карты северо-восточной части побережья Эдзо, осмотром окрестностей, изучением культуры японцев и айну. 11 апреля русские посетили вошедшее в тот же залив японское судно; 22 апреля стало известно о смерти Судзуки Кумадзо, его похороны посетил переводчик Туголуков. 29 апреля в сопровождении чиновников из Мацумаэ и свиты прибыли эдоские чиновники Мурата Хёдзаэмон, Иноуэ Тацуносукэ и Ота Хикобэй. На следующий день от цинги скончался Коити; ещё спустя сутки с русскими встретили прибывшие чиновники. Они зачитали документ:

«По посланному вашему письму к Матсмайскому губернатору от декабря 12 прошедшего года и представленного от него при донесении в столицу нашу на рассмотрение для должного по оному исполнения, наш император благоволил послать для распределения и совершенного разрешения в 4-й день января сего года в Матсмай двух 5-й степени чиновников, которые туда 26 февраля и прибыли, а нас трёх человек и четырёх матсмайских чиновников марта 18 в здешнюю пристань, как для встречи вас, так и для изъявления вам, начальствующему российскому чиновнику, и кому следует, чтобы идти до города Матсмая сухим путём, что всё исполнили и теперь вам объявили».

Ловцов замечал, что озвученное требование не может быть выполнено ввиду предписания доставить спасённых японцев «прямо туда, куда по предварительному от нас письму назначено будет», кроме того, это вынудит экипаж на обратном пути вторично зимовать в Японии. Чиновники согласились, что бригантина может следовать до ближайшего к Мацумаэ порта Хакодатэ.

### Отплытие к Хакодатэ и поездка в Мацумаэ
По разным предлогам со стороны японских чиновников отправление «Святой Екатерины» задержалось. Бригантина покинула Нэмуро только 4 июня 1793 года; месяц спустя она достигла Хакодатэ. По словам Адама Лаксмана, разъезжавшие на лодках японцы, «кои, любопытства ради, нередко к судну приставая, просили дозволения им взойтить… были весьма от находившихся приставленных имеющимися у них железными палочками провожаемы; даже бросали в народ поленьями и, съезжая с судна на караульном боте, били безо всякой пощады, отганивая их далее…».
6 июля члены экипажа были приглашены на берег: японские чиновники повели их в здание с табличкой «Русский дом», где их ждали угощения. Через неделю включающая Адама Лаксмана и спасённых японцев — Кодаю и Исокити — группа вместе с японскими чиновниками и другими сопровождающими направилась в Мацумаэ на лошадях и в норимоно (разновидности паланкина), останавливаясь в предварительно подготовленных для ночлега домах. 16 июля на последней из таких остановок — Осамасуре — ими были встречены чиновники, присланные из Мацумаэ, с отрядом сопровождения, заменившим прежний. Около пятнадцати часов того же дня процессия добралась до пункта назначения. В ещё одном здании с вывеской «Русский дом», в котором их поселили, были «столы, стулья, скамейки и места для постелей, также новый пол без постилки. Прочее украшение состояло из картин, лаковых ящиков для бумаги, чернильных и для курения табаку приборов. Перед домом был сад с разными деревьями и поставленными из твёрдого гранита для горшков круглыми пьедесталами…, ничего через забор видеть было не можно».
17 июля Лаксман встретился с японскими чиновниками в усадьбе Хамаясики: он рассказал о поручении Ивана Пиля направиться в Эдо с целью передать японскому правительству письмо, возвратить потерпевших кораблекрушение и договориться о российско-японском сотрудничестве. Представитель губернатора, в свою очередь, зачитал постановление о возвращении Лаксману его ранее переданного письма из-за незнания русского языка и непонимания прилагавшегося перевода, написанного, по словам чиновника, «азбукой, похожей на японскую кана», но непонятного «из-за большого количества помарок» и труднораспознаваемых иероглифов: «поэтому во избежание всяких недоразумений отвечать… очень затруднительно»; не был принят и исправленный перевод. Чиновник из Эдо передал Лаксману сообщение правительства сёгуната о строгом запрете сношений иностранных государств за исключением Голландии с Японией, однако поскольку россияне не знали этого и проделали сложный путь, им в порядке исключения позволялось возвратить Кодаю и Исокити и давалось разрешение на посещение Нагасаки для проведения переговоров о торговле с тамошними чиновниками; поездка в Эдо запрещалась.
Находясь в Мацумаэ, Лаксман просил встречи с главой княжества, однако в этом ему было отказано; также он отправил японским учёным письма, ранее переданные ему отцом Эриком. 19 июля Лаксману было сообщено об отказе японских чиновников принять не адресованное им письмо Пиля; по возражению Адама, Пиль их имена и звания знать не мог. На следующий день, тем не менее, уполномоченные выслушали перевод письма Пиля, но заявили о невозможности обсуждения поднятых вопросов в Мацумаэ и необходимости совершения такового действия в Нагасаки с «чиновниками по сношениям с иностранцами» (т. н. гайкоку-бугё). Вечером того же дня Кодаю и Исокити были переданы японским властям; на следующий день русским была передана расписка о их принятии. 23 июля чиновниками Лаксману был вручён «Лист о позволенном ходе в Нангасакскую гавань»:
Позволяя великороссийскаго государства одному судну иметь вход в гавань Нангасакскую, изъясним уже, что изключая оной, в протчия места иностранным судам приставать возбранно. И повторяя о нетерпимой в нашем государстве вере христианской, дабы по прибытии оной образам слежения и жертвоприношения ни же знаков не было. И во всём, естли какое условие будет, чтоб наступать без противности нашему закону по врученной от нас предписанию.

С чем для следования и лист препоручаем Адаму Лаксману.
Японские власти ожидали появления Лаксмана в Нагасаки, однако данным разрешением российская сторона воспользовалась только в 1804 году.

### Возвращение в Российскую империю
26 июля члены экипажа «Святой Екатерины» в сопровождении эскорта покинули Мацумаэ, а 30 июля прибыли в Хакодатэ. 3 августа Лаксман узнал от Туголукова о секретной просьбе чиновников из Эдо передать им копию письма Пиля, что и было исполнено (копия переписана, а оригинальная копия возвращена). Два дня спустя русские перебрались на своё судно, но его отплытию мешал сильный ветер. 11 августа из пушек корабля был дан прощальный залп; чтобы выразить недовольство этим фактом и узнать его причину на шлюпке к «Святой Екатерине» был отправлен чиновник. 15 августа экипаж заметил следовавшие позади «два японских судна, которые, можно думать, были посланы для наблюдения нашего хода и не будем ли где иметь пристанища». 19-20 августа, проходя пролив между островами Итуруп и Уруп, экипаж сделал описание его берегов; по пути были осмотрены и другие острова из числа Курильских. 8 сентября корабль достиг Охотска. Прибыв в Иркутск, Лаксман и Ловцов представили генерал-губернатору Пилю журнал и карту плавания, собранные натуральные вещи, а также переданные японскими чиновниками документы (5 штук).
Указом Сената от 10 августа 1795 года члены команды были награждены: Адаму Лаксману присвоен чин коллежского асессора, назначено жалование в 450 рублей в год «до определения к сообразному месту» и подарены три японские сабли, ранее привезённые из Японии; В. Ловцову присвоен чин поручика, И. Трапезникову — чин прапорщика с назначением уездным землемером Иркутской губернии, Е. Туголукову — чин коллежского переводчика, В. Коху — чин прапорщика; заболевшие Т. Сапожников и С. Кошелёв был отправлены в отставку с повышением звания и «пенсиею получаемого ими ныне жалованья»; В. Бабикову была вручена золотая медаль «для ношения на шее». Оставшимся в России японцы Сёдзо и Синдзо стали получать то же жалование, что и русские преподаватели японского языка в училище. Эрик Лаксман получил 3 тысячи рублей, а впоследствии распоряжением Екатерины II орден Святого Владимира 4-й степени и чин коллежского советника.

## Вопрос инициатора посольства
Различные исследователи по-разному оценивают, кого считать инициатором посольства Адама Лаксмана. По словам биографа Эрика Лаксмана В. Лагуса, приписывалось «генерал-губернатору Пилю (так как рескрипт дан на его имя), или даже Шелихову гораздо большее, а отцу Лаксмана гораздо меньшее участие в приведении в действие этой первой российской экспедиции в Японию, нежели согласно с истиной и справедливостью». По мнению историка Кирилла Черенко, «ярким примером такого несоответствия действительности» являются слова состоявшего на службе в Российско-американской компании Петра Тихменова о том, что «отец поручика Лаксмана, один из германских учёных, находившийся в Иркутске на службе при каком-то заводе, по внушению Шелихова, представил императрице проект об отправлении японцев на родину с целью попытаться вступить в сношения с Японией».
По мнению историка Александра Преображенского, высказанном в 1961 году в статье «Первое русское посольство в Японии», Эрик Лаксман и Григорий Шелихов сыграли в этом одинаковую роль: «независимо друг от друга они представили правительству России свои проекты установления торговли с Японией». В другой своей статье, «Японцы глазами первого русского посольства» 1990 года, учёный отмечал, что «в составе посольства А. Лаксмана состояли купцы В. Бабиков, И. Полномочный (Полномошный) и Д. Шебалин (Шабалин), за которыми стоял знаменитый „Колумб Российский Григорий
Иванович Шелихов“», при этом о роли Эрика Лаксмана в организации миссии не упоминалось. Важную, но вторичную по сравнению с ролью Эрика Лаксмана роль Шелихова в организации посольства отмечал историк Борис Полевой.

## Оценки и результаты миссии

### В Японии
По словам историка Кирилла Черевко, «подробные сообщения Д. Кодаю и Т. Исокити о России убедили сёгуна Иэнари и его правительство в доброжелательном отношении России к японцам, в её намерении установить добрососедские отношения с Японией, не навязывая ей силой торговлю с ней, вызвали у них стремление не от голландцев, а непосредственно от своих соотечественников получить первые достоверные сведения о России». Рассказы возвратившихся на родину моряков легли в основу ряда рукописей: «Записей о приёме сёгуном потерпевших кораблекрушение», «Кратких записок о скитаниях в северных морях», «Снов о России» и других. Ясуси Иноуэ был написан роман «Сны о России», снят одноимённый фильм.
Сам визит русских вызвал интерес к русским языку и обычаям, японцы хранили привезённые ими сувениры, а карты, подаренные сначала Лаксманом, а впоследствии Николаем Резановым, повлияли на японскую картографию.
Саданобу, по мнению историка Нумады Итиро, «взвесил военную мощь России и реальные силы» Японии, и, «понимая, что невозможно уклониться от открытия портов, он решил установить торговые сношения и дал неофициальное согласие на то, чтобы разрешить это в Нагасаки». Дабы избежать возможных конфликтов с иностранными кораблями, в апреле 1793 года Мацудайра выдал руководству приморских территорий новое указание: «… было бы нежелательно, если бы мы по недоразумению осложнили дело, действуя слишком грубо… Поэтому обращаем ваше внимание на то, чтобы не применять решительных мер без достаточных на это оснований».
По мнению историка Кирилла Черевко, «лицензия, возможно, была дана потому, что С. Мацудайра опасался в случае отказа в торговле вслед за появлением на севере Японии одного вооружённого русского судна более мощных сил такой крупной державы, какой была Россия, а прибытие этого судна в Нагасаки с целью открытия Японии для торговли с русскими могло бы встретить более серьёзное противодействие находившихся там голландцев, с которыми столкнулись бы русские».

### В Российской империи
Ряд европейских историков — современников событий — Ф. Бертух, Я. Виммер, К. Нейман, И. Тихменев и другие — полагали, что миссия была неудачна как с точки зрения установления российско-японских отношений, так и с точки зрения более глубокого, по сравнению с работами Кемпфера и Тунберга, изучения общества и природы Страны восходящего солнца. П. Тихменев, к примеру, писал:

«Из некоторых источников того времени видно, что Лаксман мог достигнуть гораздо лучших результатов в сношениях с Японией. Во-первых, он по непонятной причине отказался от сухопутного путешествия… и решил следовать в одну из гаваней… и именно в Хокодаде, не иначе, как на своём судне. Во-вторых, отказался идти в Нагасаки для ходатайства о разрешении русским торговых сношений с Японией, тогда как данный ему ответ… и вообще расположение, с которым было принято посольство, давало большую надежду на успех, то есть на исключение русских из общего правила японской империи, запрещавшего сношения с иностранцами».

Неследованием в Нагасаки объяснял неудачу миссии и граф Николай Румянцев в записке Александру I от 13 февраля 1803 года «О торге с Японией». В свою очередь, историк Василий Берх писал об Адаме Лаксмане, «что ежели бы он не отрёкся от следования сухим путём из Немуро в город Матмай, то доставил бы нам гораздо любопытнейшие сведения о малоизвестной стране сей, нежели помещённые ныне в его журнале и едва ли не выписанные из Тунберхова или Кемпферова описания о Японии». Меж тем, согласно инструкции Ивана Пиля, кораблю предписывалось вернуться в Россию в случае, если японское правительство не примет письмо генерал-губернатора, а ответ на предложение о торговле будет получен от местных властей.
Меж тем историк Кирилл Черевко называет отказ от следования в Мацумаэ по суше «правильным решением», так как это значительно увеличило бы сроки путешествия; молодость же Адама Лаксмана, бездействие и разногласия руководителей миссии, по его мнению, могли привести к моральному разложению экипажа. Кроме того, несколько его членов уже погибло и ещё несколько страдало от цинги из-за отсутствия свежих продуктов; в таком случае команда «Святой Екатерины» «вряд ли без серьёзных потерь смогла бы выдержать переход в южную часть Японии и обратно». Ещё одним фактором являлась необходимость ремонта корабля. По его же мнению, «причина неудачи посольства заключалась в политике, которую проводило в тот период правительство Японии в силу её внутреннего и международного положения».
В руководящих кругах Российской империи, как отмечает историк Эсфирь Файнберг, было распространено и мнение, что «А. Лаксман и В. Ловцов не могли установить официальные отношения с Японией, ибо не получили полномочий от императрицы, занимали невысокое положение, не обладали нравственными достоинствами и дипломатическими способностями…». В Европе меж тем были наслышаны об установлении неофициальных российско-японских отношений; газеты писали о решимости западных стран в вопросе оспаривания приоритета в торговле с Японией.
28 февраля 1794 года Иван Пиль в донесении на имя Екатерины II писал: «…Последствие сей экспедиции доставило некоторое на первый случай удовлетворение… Вашего величества намерениям, простирающимся через торговлю с Японией, открыть новую отрасль и новое приращение коммерции подвластных Вам народов». Руководители экспедиции Адам Лаксман и Василий Ловцов, а также И. Ф. Трапезников и Е. И. Туголуков, по его мнению, выполнили свои обязательства. По его же словам, полученное разрешение «подаёт по обласканиям и уважениям, оказанным японцами нашим мореходам, несомненную надежду определить, что японский двор никогда уже не переменит своих о сём мыслей…». По примеру Ост-Индской Пиль предлагал создать компании для торговли с Японией в Иркутске и Охотске.
Меж тем сама Екатерина II в 1794 году на вопрос энциклопедиста Фридриха Гримма отвечала: «Итак, что это за история с потерпевшим кораблекрушение японцем? По-моему, она очень коротка. Он потерпел кораблекрушение, и его отправили домой. Сын Лаксмана сопровождал его и вернулся с безделушками, которые нам показывали в этом году в Царском Селе. Я бы за них не дала и десяти су. Пусть торгует там кто хочет, но я не буду этого делать». Когда в следующем году Жан Доминик Жозеф д'Огар послал ей «Мемуар, написанный в мае, июне и июле (1795) о торговле с Японией в частности и вообще интересах её императорского величества в Северо-Восточной Азии», императрица отзывалась следующим образом: «Ко мне прибыла очень длинная записка рыцаря Д’Огара. Если весь его портфель набит такими же солидными бумагами, как та, в которой он написал о торговле с Японией, то тут нечем долго заниматься, ибо о торговле Японии, по моему мнению, он не имеет ни малейшего представления». Однако в 1796 году Екатерина II, как отмечает Эсфирь Файнберг, писала «уже в несколько ином тоне»: «Его проект о Японии был бы хорош, если бы он знал местность. Вообще мы туда ездим, связи у нас там имеются, и мы очень дружески отправляем обратно потерпевших кораблекрушение».
В сообщении секретарю Петербургской академии наук Иоганну Эйлеру об успехе миссии писал Эрик Лаксман: «Всё время его пребывания там было целиком посвящено изучению и описанию края. Имевшиеся до сих пор сведения об этих островах или о побережье совершенно неправильные… Во время своего 10-дневного пребывания в Матмане он имел три аудиенции, при которых получил три бумаги. Первая содержит закон, согласно которому… иностранцам запрещается причаливать где бы то ни было, кроме гавани Нагасаки, во-вторых, расписку относительно доставки японских подданных и, в-третьих, …разрешение для русских императорских судов ежегодно заходить в Нагасаки». При этом, однако, Эрик Лаксман успехи своего сына преувеличил: разрешение и только для переговоров о торговле было дано лишь одному судну.
В письме гофмейстеру Александру Безбородко Эрик Лаксман поздравлял последнего с «благополучнейшим окончанием» миссии, указывая, что его сын «был принят с нарочитым уважением». При этом он сетовал на отношение к посольству со стороны других людей: «умолчать не должно, что не так все иностранные купцы, но и большая часть господ сие японское предприятие яко невозможное всячески критиковали, так и что я в Петербурге столько же был предметом насмешки, как здесь ненависти и гонения».
По словам японоведа Дональда Кина, «мнения японских учёных расходятся по вопросу о том, насколько успешной была экспедиция Лаксмана. Одни считают, что он почти открыл Японию для русской торговли; другие утверждают, что разрешение посетить Нагасаки было не более чем вежливой маскировкой традиционной консервативной политики японского правительства». В своей книге «Японцы и русские» историк Синтаро Накамура писал, что «попытки русской стороны установить отношения с Японией потерпели неудачу. Однако это стало началом расшатывания политики изоляции государства, проводимой правительством бакуфу… кораблекрушение Кодаю и его спутников было чрезвычайно важным событием в истории Японии, хотя сам Кодаю и не подозревал, какую он сыграл важную роль».
«Несправедливым», по словам историка Кирилла Черевко, «представляется и категорическое утверждение…, что экспедиция не выполнила поставленных перед ней научных задач по изучению флоры, фауны, минералов, географии…». Из путешествия были привезены образцы флоры и фауны, чертежи местностей, ремесленные изделия японцев и айну. Собранная коллекция незначительно (206 против 232 образцов) уступала коллекции, собранной в те же годы Петером Палласом в экспедиции Иосифа Биллингса. Адамом Лаксманом она была передана отцу, а тем — Петербургскому университету. Созданные же ими географические чертежи и материалы по природе Японии вызвали интерес в научном мире; о составленных картах и зарисовках видов высоко отзывался Филипп Зибольд.
Вильгельм Лагус писал:

«По слогу нескладные, а по содержанию однообразные отчёты Адама Лаксмана об экспедиции не привлекательны для большинства публики. Но они проникнуты любовью к истине, свидетельствуют о наблюдательности автора и вообще говорят в пользу его. Будучи в учёном отношении гораздо ниже приводимых им иногда Кемпфера и Тунберга, он тем не менее сообщает многие поучительные и важные сведения о природе и населении Японии, вследствие чего описания путешествий его знаменитых предшественников дополняются тем существеннее, что он посетил часть замечательного царства островов, которой они не видели»

По оценке историка Эсфирь Файнберг, «учитывая политику изоляции Японии от внешнего мира, инструкции об изгнании иностранных судов из японских гаваней, можно утверждать, что А. Лаксман добился значительного успеха. Сёгунское правительство приняло Лаксмана как официального представителя России, поручило специальным уполномоченным вручить ему ответ, допустило пребывание в Японии русских как гостей… Адам Лаксман фактически явился первым русским послом в Японии, ибо был отправлен по указу Екатерины II, имел задание установить отношения между Россией и Японией и результаты его экспедиции обсуждались правительственными органами». Полученная же им «лицензия явилась юридическим основанием для отправления в Японию русских посольств (Н. П. Резанова в 1803 году и Е. В. Путятина в 1852 году)», а сама экспедиция «ускорила основание русской колонии на Урупе».

## Комментарии
1. ↑  По мнению история Кирилла Черевко, власти Иркутска такой ответ получили, но не спешили его сообщать[12].
2. ↑  Сёдзо и Синдзо в последующем крестились, взяли имена Фёдор Степанович Ситников и Николай Петрович Колотыгин и стали преподавателями в иркутской школе японского языка[12].
3. ↑  
«…живущие здесь, в Санкт-Петербурге, сего мореплавательного народа купцы, как скоро узнали, что я привёз с собою помянутого японца, с своей стороны или паче со стороны их министра делали некоторые предложения, из коих заключить можно было, что они имели наклонность принять на себя отправление его чужестранца морем в его отечество и мне обещались щедро вознаградить убытки, понесённые мною в проводе его в столицу.
Равные намерения удобно можно приметить и со стороны голландцев. И, может быть, по сей единственной причине только невыгодные известия о поступках сего приморского азиатского народа рассеяны, дабы не возбудить в ком соревнования, чтобы одним им пользоваться выгодами от торговли, с японцами происходящими. А что ни одни голландцы участвуют в Японском торге, но и другие народы потаённо там торгуют, доказывает привозимая к нам монета, которая кроме голландских червонцев, состоит из аглинских гиней»[16].
4. ↑  Тем же указом японцы были награждены: «начальнику их Кооадаю 150 червонных и золотая медаль, и сверх того… золотые часы. …купцам, с ним возвращающимся, каждому по 50 червонных и по серебряной медали. Двум японцам, принявшим веру православного исповедания, …каждому по 200 рублей»[30].

### Историческая
- Кацурагава Х. Краткие вести о скитаниях в северных водах («Хокуса монряку»). Перевод с японского, комментарий и приложение В. М. Константинова / Отв. ред. В. Н. Горегляд. — М.: Наука, 1978. — (Памятники письменности Востока. XLI). — 3000 экз.
- Оросиякоку суймудан (Сны о России). Издание текста, перевод, вступительная статья и комментарии В. М. Константинова / Под редакцией академика  Н. И. Конрада. — М.: Наука, 1961. — (Памятники литературы народов Востока. Тексты. Малая серия. XI). — 1200 экз.

### Общее
Книги
- Болховитинов Е. А. Известие о первом Российском посольстве в Японию под начальством поручика Адама Лаксмана. — М. : Тип. П. Бекетова, 1805. — 30 с.
- Дивин В. А. Первое посольство а Японию // Русские мореплавания на Тихом океане в XVIII веке. — М. : Мысль, 1971. — С. 294—323. — 374 с.
- Иванова М. В. Из истории контактов России со странами Востока (XVII — нач. XX вв.): Учебное пособие : [арх. 7 июня 2015]. — Томск : Изд-во ТПУ, 2003. — 86 с. — 75 экз.
- Кин Д. Японцы открывают Европу. 1720—1830. — М. : Наука, 1972. — 207 с. — 30 000 экз.
- Кожевников В. В. Российско-японские отношения в XVIII — XIX вв. — Владивосток : Изд-во дальневосточного университета, 1997. — 112 с.
- Кутаков Л. Н. Россия и Япония. — М. : Наука, 1988. — 384 с. — 3500 экз.
- Лагус В. Эрик Лаксман, его жизнь, путешествия, исследования и переписка : [арх. 9 июня 2015]. — СПб., 1890. — 488 с.
- Макарова Р. В. Внешняя политика России на Дальнем Востоке. Вторая половина XVIII — 60-е гг. XIX в. — М. : Московский государственный историко-архивный институт, 1974. — 118 с.
- Накамура С. Японцы и русские. Из истории контактов / Общая редакция д-ра ист. наук Б. Г. Сапожникова. — М. : Прогресс, 1983. — 304 с. — 50 000 экз.
- Османов Е. М., Самойлов Н. А. Россия и Япония // Россия и Восток: феноменология взаимодействия и идентификации в Новое время : [арх. 7 июня 2015] / Отв. ред.: Н. Н. Дьяков, Н. А. Самойлов. — СПб. : СПбГУ, Восточный факультет; Изд-во «Студия НП-Принт», 2011. — С. 296—336. — 393 с. — 200 экз. — ISBN 978-5-91542-144-7.
- Полонский А. С. Курилы // Записки Императорского Русского географического общества. По отделению этнографии / Издано под редакциею действ. члена А. И. Савельева. — СПб. : Типография Майхова, 1871. — Т. IV. — С. 367—576.
- Раскин Н. М., Шафрановский И. И. Эрик Густавович Лаксман, выдающийся путешественник и натуралист XVIII века. — Л. : Наука, 1971. — 274 с.
- Файнберг Э. Я. Русско-японские отношения в 1697—1875 гг. — М. : Издательство восточной литературы, 1960. — 312 с. — 1500 экз.
- Черевко К. Е. Зарождение русско-японских отношений XVII—XIX века. — М. : Издат. фирма «Восточная литература», 1999. — 256 с. — 700 экз. — ISBN 5-02-008592-8.
- Черевко К. Е. Россия на рубежах Японии, Китая и США (2-я половина XVII — начало XXI века) : [арх. 8 июня 2015] / Отв. ред. О. А. Платонов. — М. : Институт русской цивилизации, 2010. — 688 с. — ISBN 978-5-902725-52-7.
- История российско-японских отношений: XVIII — начало XXI века: Учеб. пособие для студентов вузов / Под ред. С. В. Гришачёва. — М. : Аспект Пресс, 2015. — 336 с.
- Русские экспедиции по изучению северной части Тихого океана во второй половине XVIII в. Сборник документов : [арх. 1 июля 2015]. — М. : Наука, 1989. — 400 с. — (Исследования русских на Тихом океане в XVIII — первой половине XIX в.). — 5000 экз. — ISBN 5-02-016981-1.

Диссертации
- Стрижова И. Б. Русско-японские отношения XVIII — начала XIX вв. : дис. … канд. ист. наук. — Саранск, 2003.

Статьи
- Берх В. Н. Путешествие поручика Адама Лаксмана в Японию : [арх. 7 июня 2015] // Северный архив. — СПб., 1822. — № 3. — С. 245—273.
- Преображенский А. А. Первое русское посольство в Японию // Исторический архив. — 1961. — № 4. — С. 113—148.
- Файнберг Э. Я. Экспедиция Лаксмана в Японию (1792—1793) // Труды Московского института востоковедения. — 1947. — № 5.